# Château de Châtain
Le château de Châtain est situé sur la commune d'Arfeuille-Châtain, dans le département de la Creuse, région Nouvelle-Aquitaine, en France.

## Historique
Le château date du XIIe siècle ; il a été fortement remanié aux XVe et XVIIIe siècles.
Au Moyen Âge, les seigneurs du lieu appartiennent à la famille de Montvert ; puis le château passe au début du XVe siècle, par le mariage de Delphine (ou Dauphine) de Montvert avec Jean de Bonneval, à la famille de Bonneval qui le conserve jusqu'en 1768, date de la vente à la famille de Loubens de Verdalle, qui en est propriétaire pendant presque un siècle.
Le château est acheté en 1852 par Antoine de La Roche-Aymon (1779-1862) et devient ensuite, par le mariage de sa fille Stéphanie avec le prince Augustin Galitzine (1853-1875) la propriété d'une branche de la famille Galitzine, dont on trouve les armes dans la chapelle proche, chapelle du château devenue ensuite église paroissiale de Châtain, (panneau, vitrail).
Au XXe siècle, le château est devenu une maison de repos, puis, à partir de 2008, un foyer pour adultes handicapés (APAJH).
La chapelle voisine du château est une ancienne chapelle seigneuriale du XVIIe siècle, où ont été ensevelis des membres de la famille Galitzine ; les dépouilles se trouvent en réalité[pas clair] dans une petite chapelle du cimetière d'Arfeuille-Châtain en face.